# Sun Xiang
Sun Xiang (孙祥, ur. 15 stycznia 1982 w Szanghaju) – chiński piłkarz grający na pozycji lewego obrońcy lub pomocnika w zespole Shanghai SIPG.
Sun Xiang jest wychowankiem małego klubu Shanghai Cable. W Chinese Super League zadebiutował w barwach Shanghai Shenhua, w którym przez 9 lat rozegrał ponad 100 meczów. Do zespołu PSV Eindhoven wypożyczono go w środku sezonu 2006/2007. Wystąpił na jednym z treningów w kadrze juniorów i od razu trafił do seniorów. Po załatwieniu wszystkich spraw podpisał kontrakt, a zdarzenie to miało miejsce 12 stycznia 2007. Debiut zaliczył 17 stycznia w meczu Eredivisie z Heraclesem Almelo, kiedy na boisko wybiegł w podstawowym składzie. Dotychczas jest jedynym Chińczykiem w historii, który wystąpił w Lidze Mistrzów (20 lutego 2007). Na boisku grał od 65. minuty zastępując Carlosa Salcido. Sun Xiang został w 2008 roku wypożyczony na rok z Shanghai Shenhua do Austrii Wiedeń. W tym klubie wystąpił w meczu eliminacji Pucharu UEFA z Tobyłem Kostanaj. Jest pierwszym Chińczykiem który wystąpił zarówno w meczu Ligi Mistrzów jak i w Pucharze UEFA. W sezonie 2008/2009 był wypożyczony do Austrii Wiedeń, a w 2010 wrócił do Chin i przeszedł do Guangzhou Evergrande. W 2015 został zawodnikiem klubu Shanghai SIPG.
Od 2002 reprezentant narodowy. Do tej pory zdobył w reprezentacji pięć bramek: pierwszą z nich zdobył 19 czerwca 2005 w towarzyskim meczu z reprezentacją Kostaryki (2:2).